# Rajkumari Dubey
Rajkumari Dubey (Varanasi, 1924-2000), más conocida por su nombre de pila Rajkumari, fue una cantante de playback india, que trabajó en el cine hindi desde 1930 a los años 1940. Fue conocida por sus temas musicales, como "Sun Bairi Balaam Sach Bol Re" en Bawre Nain (1950), "Ghabrekar Ke Jo Hum Sir Ko Takraayan" en Mahal (1949) y "Najariya Ki MAARI" en Pakeezah (1972). 
Se incorporó al cine hindi a los 11 años de edad como actriz infantil en la película Radhe Shyam aur Zulmi Hans (1932).A partir desde entonces, trabajó en el teatro desde pocos años, antes de regresar a las películas, uniéndose a "Prakash Pictures", como actriz y cantante. Tenía una voz alta de los principales intérpretes de su época como, Zohrabai Ambalewali, Amirbai Karnataki y Shamshad Begum. En las siguientes dos décadas, cantó en más de 100 películas, hasta principios de los años 1950, cuando Lata Mangeshkar cambió de escena.

## Filmografía
- Naukar (1943)
- Neel Kamal (1947)
- Mahal (1949)
- Bawre Nain (1950)
- Hulchul (1951)
- Aasmaan (1952)
- Pakeezah (1972)